# Nemognatha lutea
Nemognatha lutea är en skalbaggsart som beskrevs av Leconte 1853. Nemognatha lutea ingår i släktet Nemognatha och familjen oljebaggar.

## Underarter
Arten delas in i följande underarter:
- N. l. lutea
- N. l. dichroa
- N. l. dubia